# Almàssera del Comte
L'Almàssera del Comte és una antiga almàssera ubicada a Sot de Xera, a la comarca de la Serrania, i que presenta una catalogació com a Bé d'Interès Etnològic per part de la Generalitat Valenciana i també està classificat com a Bé de Protecció Parcial al Pla General de Sot de Xera per la Diputació de València.
Actualmente l'Almàssera del Comte acull un xicotet museu etnològic, que pertany a la Xarxa de Museus Ernològics Locals de la Diputació de València, on es pot observar, a més d'un molí trencador utilitzat per a l’elaboració artesanal de l’oli, que encara es posa en marxa de forma excepcional durant les fogueres de Sant Antón; premses, maquinària i utillatge, que es van usar fins a mitjan segle xx i que mostren les diferents fases de la fabricació d’oli, un recurs molt present en l’economia agrícola de la zona.

## Història i descripció
L'almàssera era propietat de la casa senyorial dels Monpalau, senyors locals, des del segle xvii fins al 1987. En el seu darrer any d'ús es van moldre 14.830 kg d'olives i produint un total de 3.411 L d'oli.
L'almàssera és un tipus de molí on s'obté oli a partir de les olives. A Sot de Xera, aquest molí representa un testimoni de la rellevància del patrimoni senyorial, ja que inicialment era un molí familiar que va passar a convertir-se en un exemple d'indústria oleica local, pel fet que l'any 1947 es va convertir a la seu de la Cooperativa Olivera i Caixa Rural de municipi.
L'almàssera està fora de servei des de fa temps, però dins dels actes de les festes de Sant Antoni Abad, encara es posa en marxa de forma excepcional, realitzant tasts d'oli als assistents als actes.
La tafona està en una planta baixa on s'ubica tots els elements: el molí trencador de dos grans queixals troncocònics, les premses hidràuliques, les vagonetes, una termobatidora, un cos de bombes i tot l'utillatge per a l'elaboració de l'oli.
Tot i que l'edifici potser té origen medieval, la construcció, maquinària i utensilis són de mitjans del segle xx.
L'almàssera va estar en funcionament fins al 1989.6 Des d'abril de 2011 a l'almàssera es va ubicar un museu etnogràfic dedicat a l'elaboració de l'oli, la seva història i la part pràctica que s'aprecia a través dels utensilis i eines que s'hi poden veure.
El 2013, es va organitzar la I Jornada de l'Oli d'Oliva i la seva Elaboració, en la qual es va utilitzar el trull per al tast d'oli elaborats-hi.